# Кардия (дем Седес)
Кардия, още Караджохали или Караджоханли (на гръцки: Καρδιά, до 1926 година Καρατζοχαλή, Карадзоханли), е село в Гърция, дем Седес, област Централна Македония с 1437 жители (2001).

## География
Кардия е разположено в северозападната част на Халкидическия полуостров, на 20 километра южно от Солун.

## История

### В Османската империя
В края на XIX век селото е в Солунска кааза на Османската империя. Александър Синве („Les Grecs de l’Empire Ottoman. Etude Statistique et Ethnographique“) в 1878 година пише, че в Кардия (Kardia), Касандрийска епархия, живеят 240 гърци.

### В Гърция
В 1912 година по време на Балканската война в Караджоханли влизат гръцки войски и след Междусъюзническата война от 1913 година, селото остава в Гърция. В 1926 година е прекръстено на Кардия. В него са заселени гърци бежанци. В 1928 година Кардия е представено като бежанско село със 110 бежански семейства и 452 души бежанци.
| Име      | Име        | Ново име | Ново име | Описание                 |
| -------- | ---------- | -------- | -------- | ------------------------ |
| Кум дере | Κούμ Ντερέ | Рема     | Ρέμα     | река на С от Кардия      |
| Гремия   | Γρέκια     | Мандрес  | Μάντρες  | местност на СИ от Кардия |